# 太祖王建の戦い
太祖王建の戦い（たいそおうけんのたたかい）では、韓国ドラマ『太祖王建』に登場する戦闘について記述する。

## 概要
本項は、『太祖王建』の本編にて登場する戦い、及び独立した戦闘を、原則として時系列に沿って記述する。戦いの中に含まれると思われる戦闘も、特記すべき戦闘に関しては別項を設けて記述する。

## 西暦889年

### 徐羅伐近郊の戦い
徐羅伐近郊の戦い（ソラボルきんこうのたたかい）は徐羅伐へ向かっているワン・リュン一行と、マ将軍率いる山賊との戦い。ワン・リュンらが運んでいる献上品を奪うため、山賊が行く手を阻んだため戦闘が起こった。
　ワン・リュンらは兵士が少なく、一向に加わっているクンイェ、チョンガンらも参戦し、奮闘するも徐々に劣勢に追い込まれる。そのとき、ワン・リュンらの出迎えに向かっていたキョンフォンらが参戦し、状況は変わる。頭目であるマ将軍は、キョンフォンとの一騎討ちで討ち取られ、これに勢いづいたキョンフォン軍と、息を吹き返したワン・リュン軍に押されて山賊らは逃走して戦いは終わった。

　戦いの規模は小さいものの、後三国時代を動かしたワン・ゴン、クンイェ、キョンフォンという三人の英雄が初めて出会った戦いであった。

## 西暦891年

### 錦城の戦い（891年）
錦城の戦い（891年）（クムソンのたたかい）は、キョンフォンを除こうとしたスダル軍と、防ぐキョンフォン軍との戦い。場所は錦城（現在の全羅南道羅州市）。錦城に赴任したキョンフォンは、密貿易の取り締まりを始めた。密貿易を生業とするスダルはこれに反抗する。スダルは夜陰に乗じて、積み荷を運ぼうとするがキョンフォン軍は伏兵をもって、これを撃退する。次にスダルは、偽の宴会でキョンフォンの暗殺を目論むが、返り討ちに遭ってしまう。
　スダル軍の指揮官はスダル、チョンネ、コムチ、マクセ。キョンフォン軍の指揮官はキョンフォン、ヌンエ、ヌンファン、チュ・ホジョ、キム・チョン、パン将軍。兵力はスダル軍5百、キョンフォン軍3百。
　スダル軍が動くことを知ったキョンフォン軍は、軍師であるヌンファンの策に従って迎撃の態勢を整える。スダル軍は、官庁を目指して進軍を開始した。官庁において、スダル軍とキョンフォン軍は戦いを開始した。キョンフォン軍はしばらく戦った後、官庁から兵を退いた。これはスダル軍を誘引するヌンファンの策だった。スダルは兵1百をチョンネに残し、官庁を守らせた。スダルは残りの兵を連れて、キョンフォン軍を追った。チュ・ホジョがスダル軍を山道へと誘引し、スダル軍が山道へ入ったところをキム・チョン、パン将軍が上から火矢・投石を浴びせた。これを逃れたスダル軍に、ヌンエ、チュ・ホジョが襲い掛かり、さらに後方からキム・チョン、パン将軍が攻撃した。マクセはチュ・ホジョに、コムチはキム・チョンによって負傷した。スダルは落ち延びたが、待ち受けていたキョンフォンにより退路を断たれた。スダルは自害しようとするが、これを一喝したキョンフォンに心からの完敗を認めて降伏した。
　被害はスダル軍はコムチ、マクセが負傷、兵の被害は不明。キョンフォン軍の被害は不明。
　この戦いの勝利により、キョンフォンは西南海の実権を掌握した。スダルはキョンフォンと義兄弟の契りを交わし、忠誠を誓った。

## 西暦892年

### 武珍州城の戦い
武珍州城の戦い（ムジンジュソンのたたかい）は、西南海を制圧したキョンフォン軍とこれに対抗する新羅軍との戦い。場所は武珍州城（現在の全羅南道光州広域市）。新羅への反抗を宣言したキョンフォンは、武珍州を制圧するため、武珍州城に向けて出兵した。キョンフォン軍は武珍州城へ向かう途上で兵力を増し、その兵力は5千を越えていた。兵力で劣る新羅軍はシン・ガンの意見により抗戦を決定する。キョンフォン軍は、先鋒のチュ・ホジョが正面から、スダルが城の裏手から攻めることになった。
　キョンフォン軍の指揮官はキョンフォン、ヌンエ、ヌンファン、チュ・ホジョ、スダル、キム・チョン、パン将軍、コムチ、オクセ。新羅軍の指揮官はシン・ガン。兵力はキョンフォン軍約5千、新羅軍約1千。　
　チュ・ホジョが正面より攻撃を開始する。キム・チョンとヌンエがその援護をする。そのさなか、武珍州の都督は自殺してしまう。新羅軍はシン・ガンが中心となって防戦する。数は劣るものの、新羅軍の必死の防戦により戦闘は膠着状態となる。しかし、城の裏門を陥落させたスダル、コムチ、オクセが城内の侵入に成功。正門も突破され、キョンフォン軍は続々と城内に侵入した。新羅軍は数に勝るキョンフォン軍に次々と討ち取られる。守将のシン・ガンは、パン将軍の矢で手傷を負って捕らえられる。
　この戦いの勝利により、キョンフォンは武珍州を手に入れた。なお、捕らえられたシン・ガンは、キョンフォンの配下となった。

## 西暦896年

### 鉄円城の戦い
鉄円城の戦い（チョルォン城のたたかい）は、鉄円城奪取を目指すクンイェ軍と鉄円城を守る新羅軍との戦い。場所は鉄円（現在の京畿道鉄原郡）。溟州を手中にしたクンイェは鉄円に向けて進撃した。進撃中は大した抵抗もなく、兵力を増やしながら鉄円に至った。クンイェ軍が大軍であると知った鉄円城主は、周辺の豪族に伝令を送り、援軍を請うた。クンイェは使者を送って降伏を促したが、新羅軍側は使者を射殺し、抗戦の構えを見せた。

　クンイェ軍の指揮官はクンイェ、チョンガン、ウンブ、ポク・チギョム、ホン・ユ、ペ・ヒョンギョン、ファン・ソンギル、イ・フナム、シンフォン、ウォンフェ、チョンヒ。兵力はクンイェ軍不明、新羅軍不明。
　クンイェ軍はまず鉄円城の外郭陣地を攻撃する。クンイェ軍は、先鋒ファン・ソンギルを押し立てて外郭陣地を陥落させ、鉄円城から援軍に来た副将もペ・ヒョンギョンに討ち取られる。勢いに乗ったクンイェ軍は鉄円城攻略へ向かった。新羅軍も防戦するが、兵力の差により劣勢になる。また、援軍を求めた豪族も様子見のために新羅軍に援軍を送ることはなかった。その結果、鉄円城は落城し、城主は捕らえられた。

　被害はクンイェ軍不明、新羅軍不明。　
　この戦いの勝利により、鉄円城に入城したクンイェは王を名乗った。城主は斬首された。

## 西暦903年

### 錦城の戦い（903年）
錦城の戦い（第一次新安郡海戦）は、交易、水運の要地である錦城を奇襲して奪取しようとする王建率いる後高句麗軍と錦城を守る後百済の能昌（ヌンチャン＝スダル）との戦い。重税に苦しむ呉多憐（オ・ダリン）は、王建の使者である王式廉（ワン・シンニョム）らが持ってきたチャン・ボゴの宝剣と娘トヨンの説得により後高句麗につくことにする。オ・ダリンが後高句麗に着いたことを知ったチョンネもひそかに後高句麗につくことにし、そ知らぬ顔をスダルに対して装い、対新羅戦の先鋒になれなかったスダルは、チェ・スンウが対後高句麗の備えに自分を西南海に置いたことが理解できず軍を解散してしまい、残ったのは錦城山城の1000人と錦城の500人だけであった。
後高句麗（王建）軍の指揮官は、大将軍王建（ワン・ゴン）、洪儒（ホン・ユ）、金楽（キム・ラク）、金言（キン・オン）、宗希（チョン・ヒ）、桓宣吉（ファン・ソンギル）、伊昕巌（イ・フナム）、卜智謙（ポク・チギョム）で戦艦百数隻、水軍部隊は、李歯（イ・チ）が率い、2,100人、歩兵3,000人のほか錦城の支援軍3,000人や騎兵などであった。後百済軍の指揮官は、能昌（ヌンチャン＝スダル）で錦城山城に主力1000人、錦城に500人であった。
後高句麗軍は、貞州港を出発し二日で錦城に至り、満潮のときに呉氏（トヨン）の合図でいっきに錦城に上陸、桓宣吉（ファン・ソンギル）などの率いる部隊が木浦（ムクポ）、務安（ムアン）など海岸地方を制圧。聡礼（チョンネ）、呉多憐（オ・ダリン）の支援を受け、錦城も占領。スダルの立てこもる錦城山城を包囲した。洪儒（ホン・ユ）を先鋒、側面を桓宣吉（ファン・ソンギル）が率いて、錦城山城を攻撃した。スダルの善戦に苦戦し大きな損害を出してひきかえさざるをえなかったが、錦城山城のスダルの兵力も500人を割る損害をだしており、康州で新羅と戦った後百済軍が引き返す１日前に錦城山城を陥落させ、錦城地方を獲得した。
被害は、後高句麗軍不明、後百済軍全滅で、一人生き残ったスダルはキョンフォンに厳罰を願った。
この戦いで後高句麗は、「百済の中心に後高句麗の旗を立てる」のに成功し、クンイェは、錦城を羅州となずけた（現在の全羅道の「羅」の由来）。王建は、呉氏（トヨン）を第二夫人として得ることとなった。なお、この後後百済は錦城を二度と取り戻すことができなくなるがそれは後の話である。

## 西暦918年

### ワン・ゴンの易姓革命[12]
ワン・ゴンの易姓革命（クーデター）は、クーデターを決意したワン・ゴン軍とこれに抵抗したクンイェの内軍（近衛軍）との戦い。戦場は鉄円（現在の京畿道鉄原郡）。軍事演習を装い、軍勢を集めていた革命勢力はワン・ゴンを盟主として推戴する。最初は渋っていたワン・ゴンも最後は承諾し、クーデターへの参加を決意する。
　ワン・ゴン軍の指揮官はワン・ゴン、テピョン、ヌンサン、ポク・チギョム、ペ・ヒョンギョン、ホン・ユ、ファン・ソンギル、チャン・イル。クンイェ軍の指揮官はクンイェ、ウンブ、クムデ。
　決起したワン・ゴン軍は、まず鉄円の皇宮の接収に向かった。手薄な北門側の経路にペ・ヒョンギョン、ホン・ユらを向かわせ、本隊は皇宮へ向かった。ワン・ゴンの叛旗を知ったクンイェは内軍に連れられ、北門からの脱出を図る。しかし、ワン・ゴン側に寝返ったチャン・イルによって妨げられる。北門からの脱出を断念したクンイェは、裏門から脱出する。ワン・ゴンはチャン・イルやチェ・ウンの手引きで抵抗もなく、皇宮へ入城する。逃れたクンイェは溟州を目指すが、待ち構えたホン・ユ、ペ・ヒョンギョンに阻まれ、鳴声山に追い込まれてしまう。翌日、鳴声山にやってきたワン・ゴンに、クンイェは酒を酌み交わしたいと申し出る。ワン・ゴンはクンイェの元へ出向き、酒を酌み交わす。その後、既に死を決意していたクンイェはウンブに首を討たせた。クンイェを斬ったウンブは、クムデに斬られ、クムデは自害して果てた。
　被害はワン・ゴン軍不明、クンイェ軍はクンイェ、ウンブ、クムデが自害、その他は不明。
　この戦いの勝利により、ワン・ゴンは権力を掌握し、即位して高麗を建国する。

### ソンジャンの乱
ソンジャンの乱（そんじゃんのらん、又は清州（チョンジュ）の乱）は、反乱を起こした清州（チョンジュ）のソンジャン軍とこれを鎮圧しようとした高麗軍の戦い。高麗建国後、鉄円は自分たちの築いた都だと自負している清州人にとっては、易姓革命でクンイェを倒したワン・ゴンは逆賊にしか写らず、高麗に反感を持っていた。そのため、清州の豪族ソンジャンは、2千以上の兵で反乱を起こし、清州官庁を占拠して、皇都・鉄円に向かう動きを見せた。これに対し、高麗は武力による鎮圧を決めた。
　高麗軍の指揮官は、庾黔弼（ユ・グムピル）、洪儒（ホン・ユ）、金楽（キム・ラク）など。清州軍は、宣長（ソンジャン）、陳瑄（チン・ソン）。
　高麗軍は、出発直後に内軍の卜智謙（ポク・チギョム）が林春吉（イム・チュンギル）邸の近くをうろつく間者から清州への密書を奪い取ることに成功。密書は庾黔弼（ユ・グムピル）に送られた。清州軍は官庁を占領し、意気上がっていたが、ユ・グムピルとホン・ユは、清州城まであと2日の地点で軍勢をホン・ユの率いる兵力100数人の支隊とユ・グムピルの本隊の二つに分け、偽の密書をもったホン・ユの支隊が、イム・チュンギルの先発隊を称して入城に成功し、ソンジャンに偽の密書をわたした。安心しきってソンジャンが眠っているときに間道を通ってきた「林春吉」の旗を立てたユ・グムピルの本隊が到着。清州城の兵士たちがイム・チュンギル軍と思い込んで城内に迎えいれた。ユ・グムピルの軍勢が敵だと悟った一部の清州城の兵士が攻撃したのを口火に兵力にものをいわせて一挙に城内を攻撃し、圧倒的に有利な戦いを進めた。あわてて出てきたソンジャンをホン・ユが斬首して清州城は制圧された。
阿志泰（アジテ）以来の清州の勢力はこの乱の鎮圧により一掃された。

## 西暦920年

### 大耶城の戦い（第3次、920年）[20]
後百済軍の指揮官は、後百済王甄萱（キョンフォン）、軍師　崔承祐（チェ・スンウ、後百済の波珍飡）、哀述（エスル）、崔弼（チェ・ピル）、新徳（シンドク）、龔直（コン・ジク）、金摠（キム・チョル）で兵力は、10,000人以上。新羅軍の指揮官は、不明（孝宗？など3名？テロップなし。）で、兵力は大耶城に5000人弱。
後百済軍は、チェ・スンウの内側と外側から攻撃するという献策を用いて、民間人に変装したエスルの部隊をひそかに大耶城に侵入させた。後百済軍本隊が城に近づくと後方で爆発などのかく乱工作を行い、あらかじめ決めてあった合図を示して、後百済軍本隊は、城壁と城門を攻撃させた。エスルは、大耶城の後方を多数の場所から奇襲をかけてかく乱させたため、大耶城は兵力を分散して守らざるを得なかった。兵力を移動させるとエスルの伏兵がおそいかかり、四部五裂した。後百済軍は、城壁にいっせいに攻めのぼったほか、チェ・ピルを先鋒に甄萱の四子金剛（クムガン）をつけて、城門を攻撃させた。城壁の上から後百済軍に油と火矢を用いて守ろうとしたが薄い守りに城門は破られ、大耶城はついに陥落した。
　被害は後百済軍不明、新羅軍は、指揮官は、戦死もしくは、自ら火をかぶって自害。兵員は、ほぼ全滅し、敗残兵は逃亡。
後百済軍は、勝ちに乗じて第一軍コンジクに臨皐郡、第二軍エスルに星山郡、第三軍にキム・チョルに居昌郡を攻めさせ、第四軍は、キョンフォン自らが率いて、大耶城以東の新羅領を奪ったが、高麗軍来援の報がとどくと引き返した。

### 碧珍郡城の戦い[23]
碧珍郡城の戦い（ピョクチングンソンのたたかい）は、高麗および百済、新羅の三国の境界で、尚州から新羅を攻めるのに要衝でもあったので、後百済陣営ではこの城を取ることは後の新羅攻略を有利に展開するために必要と考えられた。そのため、大耶城攻撃にあたって、尚州方面を攻略する別働隊を太子神剣を総司令として率いさせた。
碧珍郡城軍の指揮官は、城主の李悤言（イ・チョルオン）、城主の長子、李永（イ・ヨン）で兵力1000人弱。後百済軍は、神剣（シンゴム）、軍師　能奐（ヌンファン、後百済の伊飡）、能哀（ヌンエ）、朴英規（パク・ヨンギュ）で兵力5000人。
碧珍郡城軍は、城へいたる一本道の両脇に埋伏兵をおき、後百済軍の進路の先に障害物を置いた。障害物を取り除こうとする後百済軍に一挙に火矢を浴びせ、丸太を転がして攻撃した。後百済軍は、軍師ヌンファンに火矢があたり、シンゴムは丸太にあたって一時は立ち上がれなくなるなどのほか多数の兵が死傷した。退却しようとする後百済軍の退路には、油がまかれて火が放たれ、イ・ヨンの率いる部隊からも攻撃を受け、結果的に3000の兵を失い、後は負傷してまともに戦えるのは500未満となる大敗北を喫して退いた。シンゴムは、数度にわたるキョンフォンの伝令にヌンファンに忠告されるも策もなく500未満の兵で決死の覚悟で城に攻め込むが、中途半端に戦い、城門をわざと破らせた碧珍郡城軍は、城内に入ってきた後百済軍の伸びきった隊列に伏兵が一挙におそいかかって全滅させた。シンゴムら指揮官はわずかな兵にまもられてかろうじて城内から脱出した。
被害は後百済軍全滅。碧珍郡城は、不明。
碧珍郡城は、後百済軍に完勝。繰り返し送られる高麗の使者の対応に感激し、高麗につくことを約束、後百済軍は、5000の兵を失い、なすところなく退却した。キョンフォンは激怒するも、どうすることもできず、将兵にこのことをよく教訓とするように命じた。

## 西暦927年

### 龍州城の戦い
龍州城の戦い（ヨンジュソンのたたかい）は龍州城を攻める高麗軍と守る後百済軍との戦い。場所は龍州城（現在の慶尚北道醴泉郡）。大耶城が落城したのを知った龍州城の後百済軍は対応を協議した。パク・ヨンギュ、チェ・ピルは救援に賛成し、軍師のチョンフンは救援に反対する。太子のクムガンは、兄のシンゴムを救援するために出陣する。龍州城にいる5千の兵のうち、3千はクムガン・パク･ヨンギュ、チョンフンが率いてシンゴム救援に向かい、2千はキム・チョン、チェ･ピルが率いて龍州城を守ることになった。
　高麗軍の指揮官はシン・スンギョム、ペ・ヒョンギョン、ホン・ユ、ヨムサン、ユン・シンダル、ワン・チュン。後百済軍の指揮官はクムガン、パク・ヨンギュ、チョンフン、キム・チョン、チェ・ピル。兵力は高麗軍5千、後百済軍5千。
　高麗軍は兵部令のチェ・ウンから、大耶城が落城した場合、龍州城攻撃を遅らせるよう命令を受けていた。大耶城が落城すれば、龍州城の後百済軍は救援に向かうとの考えからだった。高麗軍はペ・ヒョンギョン、ホン・ユ、ワン・チュンが2千を率いて、南の川辺に伏兵して後百済軍を待ち受ける。シン・スンギョム、ヨムサン、ユン・シンダルらが3千の兵を率いて龍州城を攻めることになった。ヨムサンが先鋒、ユン・シンダルが後方でヨムサンを支援して龍州城を攻めた。洛東江・及城川で伏兵していた高麗軍は、クムガン軍がやってくると火矢・丸太で退路を塞いで攻撃した。さらにホン・ユはクムガンを捕らえようと追撃を仕掛ける。クムガン軍は残兵が数百に満たぬまで討ち減らされた。クムガンは龍州城に退却しようとするが、龍州城はすでに落城していた。キム・チョン、チェ・ピルらが逃れてクムガンらに合流し、やむなくクムガンらはシンゴム軍に合流する。
　被害は高麗軍不明、新羅軍不明。
　この戦いの勝利により、高麗は龍州城を手に入れた。　

### 高鬱府城の戦い
高鬱府城の戦い（コウリョンソンのたたかい）は徐羅伐制圧を目指す後百済軍とこれに抵抗した新羅軍との戦い。場所は高鬱府城（現在の慶尚北道永川市）。後百済派の内応により、隠密裏に新羅国内に進軍した後百済軍は高鬱府城へと至った。不意を突かれた新羅軍は動揺した。一刻も早く徐羅伐に向かいたいキョンフォンは、降伏を勧告するが、城主は抗戦を決意し、これを拒否する。

　後百済軍の指揮官はキョンフォン、チェ・スンウ、エスル、シンドク、サングィ、ソダル。後百済軍は1万、新羅軍は1千。

　後百済軍はサングィを先鋒として攻撃を開始した。その後、早期に戦闘を終了させたいキョンフォンは、エスルとシンドクの両将軍にサングィの左右を支援させた。やがて後百済軍は城門を突破し、サングィ軍は城壁を登って城内に侵入した。城内に侵入を許した新羅軍は逃亡兵が相次ぎ、高鬱府城は落城する。城主はキョンフォンから降伏を勧められるが、城主は拒否してキョンフォンに斬りかかる。しかし、エスルとシンドクによって城主は討ち取られる。この後の月城の戦い時、新羅軍に対し、エスルは高鬱府城は2刻で落ちたと言っている。

　この戦いの勝利により、後百済軍は徐羅伐への第一関門を突破し、次の関門である月城へ向かった。

### 月城の戦い
徐羅伐制圧を目指す後百済軍とこれに抵抗した新羅軍との戦い。親後百済派の内応により、徐羅伐までやってきた後百済軍は月城を守るキム・ユルに降伏を勧告する。しかし、死を決意していたキム・ユルはこれを拒否する。

　後百済軍の指揮官はキョンフォン、チェ・スンウ、エスル、シンドク、サングィ、ソダル。新羅軍の指揮官はキム・ユル。兵力は後百済軍1万、新羅軍5百。

　新羅軍は決死の覚悟で防戦に努め、後百済軍を防いでいたが、兵力に勝る後百済軍が徐々に圧倒しはじめる。やがて城門が破られ、キム・ユルは高櫓に上り、新羅軍を奮起させるため、太鼓を叩き続ける。高櫓に火が回り、自身が火に包まれてもキム・ユルは焼死するまで太鼓を叩き続けた。月城を守備していた新羅軍は全滅し、後百済軍は徐羅伐に入城した。

　この戦いの勝利により、後百済軍は徐羅伐へと入城ができた。後百済軍は、皇宮に侵入して景哀王を捕らえて自害させ、高麗派を一掃した。その後、キョンフォンは敬順王を即位させて、新羅を支配下に置くことに成功する。

### 公山の戦い
公山の戦い（コンサンのたたかい）は新羅救援に向かった高麗軍と迎撃する後百済軍の戦い。戦場は公山（現在の慶尚北道大邱広域市東区八公山自然公園）。後百済軍の徐羅伐侵攻を知ったワン・ゴンは、救援のために松嶽から5千を率いて徐羅伐へ向かう。さらに大耶城のシン・スンギョムらも5千を率いて徐羅伐に向かった。ワン・ゴンが徐羅伐に向かうことを予期していた後百済の軍師チェ・スンウは、徐羅伐の途上にある公山に兵を伏せて、これを待ち受ける。
　高麗軍の指揮官はワン・ゴン、シン・スンギョム、ポク・チギョム、キム・ラク、キム・オン、チョン・イガプ、チョン・ウィガプ、パク・スムン、パク・スギョン、シンバン。後百済軍の指揮官はキョンフォン、チェ・スンウ、エスル、シンドク、サングィ、ソダル。兵力は高麗軍1万、後百済軍1万。
　後百済軍は公山に偽の陣営を築き、高麗軍を誘引する。高麗軍は公山に偵察兵を幾度も送り、異常がないことを確認した。これを聞いたワン・ゴンは、後百済軍はまだ徐羅伐にいると判断し、公山に陣営を敷いた。ワン・ゴンはポク・チギョムの進言に従い、軍を2手に分けた。川岸にシンバン率いる第1軍を置き、ワン・ゴン率いる第2軍を公山に配置した。連日の急行軍で疲弊していた高麗軍は兵を休養させていた。これを見た後百済軍のエスル、ソダルは川岸の高麗軍に夜襲を仕掛けた。油断していた高麗軍は為す術もなく、第1軍はシンバンが戦死するなど壊滅状態になる。ワン・ゴン自ら救援に向かい、一騎討ちでエスルに手傷を負わせ、後百済軍を撃退させる。しかし、ワン・ゴンが率いた5千のうち、3千が戦死、1千が負傷して戦闘不能となり、残兵が1千しかない状態で四方を包囲されてしまう。
　シン・スンギョム軍も公山のワン・ゴンに合流するため行軍していたが、途中の桐藪で伏せていたシンドクによって退路を断たれる。シン・スンギョム軍は進軍してワン・ゴン軍との合流を果たす。高麗軍は公山で後百済軍に包囲された形になり、2手に分かれて包囲網を突破することにした。第1軍はシン・スンギョム、キム・オン、パク・スムン、パク・スギョンが率い、最前線に立って正面突破を図り、第2軍はワン・ゴン、ポク・チギョム、キム・ラク、チョン・イガプ、チョン・ウィガプらが率い、後方で機会を窺いながら包囲を突破する作戦を採る。第1軍は後百済軍のエスル、サングィ、ソダルと戦った。第1軍は奮闘するが、次々と増援されていく後百済軍に徐々に押され、包囲されてしまう。キム・オンはエスルとの一騎討ちに敗れて戦死し、第1軍は追い詰められる。第2軍は後方からの脱出を狙って進軍するが、途中の峡谷に潜んでいたシンドク率いる5千の兵が立ちふさがる。シンドクは火矢・丸太・火砲をもって第2軍を妨害する。第2軍は一方的にやられ、撤退する。後百済軍は一旦退却し、第1軍と第2軍は再び合流して本陣へと戻った。この戦いで高麗軍の残兵は2千を割ってしまう。進退窮まった高麗軍は、シン・スンギョムがワン・ゴンの鎧を着て、ワン・ゴンの馬に乗って後百済軍の注意を引き付けている間に、ワン・ゴンは雑兵に変装して脱出するという作戦を立てた。ワン・ゴンは、かろうじて松嶽（開城）に帰還できたものの、シン・スンギョムとキム・ラクは戦死した。

### DVD-BOX
発売:株式会社エプコット

- 『太祖王建』DVD-BOX1(第1章 後三国時代の幕開け：前編,1～14話）,2008年9月発売
- 『太祖王建』DVD-BOX2(第1章 後三国時代の幕開け：後編,15～31話）,2008年10月発売
- 『太祖王建』DVD-BOX3(第2章 輝かしい勲功：前編,32～45話）,2008年11月発売
- 『太祖王建』DVD-BOX4(第2章 輝かしい勲功：後編,46～60話）,2008年12月発売
- 『太祖王建』DVD-BOX5(第3章 クンイエ暴政の始まり：前編,61話～74話),2009年１月発売
- 『太祖王建』DVD-BOX6(第3章 クンイエ暴政の始まり：後編,75話～90話),2009年2月発売
- 『太祖王建』DVD-BOX7(第4章 革命の機運：前編,91話～104話),2009年3月発売
- 『太祖王建』DVD-BOX8(第4章 革命の機運：後編,105話～120話),2009年4月発売
- 『太祖王建』DVD-BOX9(第5章 高麗建国,121話～140話),2009年5月発売
- 『太祖王建』DVD-BOX10(第6章 後百済の快進撃,141話～160話),2009年6月発売
- 『太祖王建』DVD-BOX11(第7章 両雄の死闘,161話～180話),2009年7月発売
- 『太祖王建』DVD-BOX12(第8章 三韓統一,180話～200話),2009年8月発売